# Heráclio de Edessa
Heráclio de Edessa (m. 474) foi um general bizantino do século V. Servindo na fronteira oriental, participou de um conflito ao lado dos lazes contra tropas sassânidas e ibéricas, mas acabou sendo forçado a se retirar. Em 468, participou na campanha contra os vândalos de Geiserico (r. 428–477) mas, embora tenha logrado obter resultados satisfatórios contra eles, acabou sendo forçado a retroceder para Constantino quando os demais comandantes bizantinos foram derrotados. Posteriormente ajudou o imperador Leão I, o Trácio (r. 457–474) a derrubar o oficial germânico Áspar e mais tarde foi apossado, sob Zenão (r. 474–475; 476–491), com um alto cargo público na Trácia, onde enfrentou os godos de Teodorico Estrabão.

## Biografia

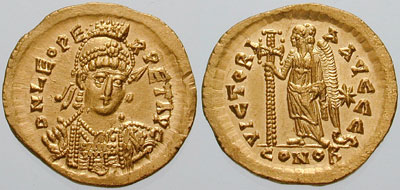
Soldo do imperador r.

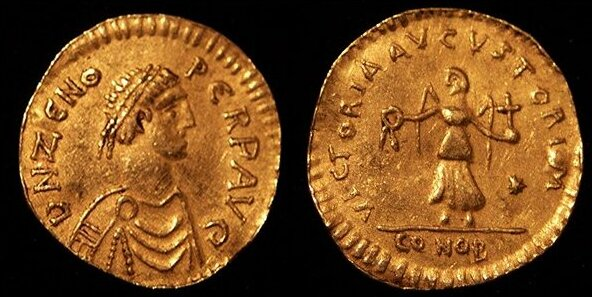
Tremisse do imperador Zenão (r. 474–475; 476–491)

Heráclio nasceu em Edessa, na Mesopotâmia, de acordo com Teófanes, o Confessor. João de Antioquia e Teófanes identificam-o como um filho de um cônsul chamado Floro. Antes de 468, Heráclio foi provavelmente o conde dos assuntos militares (comes rei militaris) da corte oriental. Foi enviado com tropas para apoiar os lazes contra o Império Sassânida e o Reino da Ibéria, mas seus aliados falharam em suprir adequadamente suas tropas, forçando-o a se retirar. Em 468, foi enviado de Constantinopla para o Egito, onde reuniu tropas para uma campanha massiva contra os vândalos na África. O plano global era um prolongado ataque em três frentes liderado pelo comandante-em-chefe Basilisco, Marcelino e Heráclio. Basilisco, o cunhado de Leão I, o Trácio (r. 457–474), era para desembarcar a certa distância de Cartago com o exército principal, transportado por uma armada de mais de 1000 navios, e articular-se com Heráclio, que avançava da Tripolitânia. Marcelino foi assegurar a Sicília e Sardenha.
Acompanhado por Marso, Heráclio desembarcou na Tripolitânia e derrotou as forças vândalas. Ele ocupou as cidades locais e continuou por terra para Cartago. Contudo, o resto do plano falhou. Geiserico (r. 428–477), rei dos vândalos, chamou Belisário para negociações. Belisário concordou, sem saber que Geiserico na verdade estava preparando um ataque surpresa. O monarca vândalo enviou navios de fogo contra a frota de Basilisco destruindo a maioria de seus navios. O resto recuou. Marcelino alcançou seu principal objetivo ao assegurar as duas ilhas para o Império Romano do Ocidente, mas foi assassinado na Sicília, provavelmente por instigação de seu rival político, Ricimero. Heráclio, deixado sozinho contra os vândalos, voltou para Constantinopla.
Em 471, Heráclio ajudou o imperador Leão I a livrar-se do influente mestre dos soldados de origem bárbara Áspar. Em 474, durante o reinado de Zenão (r. 476–491), Heráclio alcançou o posto de mestre dos soldados da Trácia (magister militum per Thracias). Nesta capacidade, enfrentou os godos de Teodorico Estrabão, mas foi capturado na Trácia. Foi mais tarde libertado quando o imperador pagou um resgate. De acordo com Malco, Zenão enviou-o para casa, mas ao longo do caminho, em Arcadiópolis, foi assassinado por alguns soldados pelas crueldades que havia cometido durante seu mandato. João de Antioquia, contudo, menciona que ele foi assassinado por Estrabão no Quersoneso. Malco criticou Heráclio como apressado e impiedoso, sem previsão de prudência. Teófanes louva-o como um general enérgico. Há fragmentos sobreviventes de um panegírico honrando um comandante militar chamado Heráclio, que provavelmente seria Heráclio de Edessa.

### Possíveis descendentes
Cyril Mango apoiou a teoria que sugere que Heráclio de Edessa foi um ancestral homônimo de Heráclio, o Velho, e por meio dele, da dinastia heracliana. Parece não haver nenhuma fonte primária confirmando a conexão.